# Callistethus nakanei
Callistethus nakanei är en skalbaggsart som beskrevs av Yuiti Wada 1998. Callistethus nakanei ingår i släktet Callistethus och familjen Rutelidae. Inga underarter finns listade.